# Буткан
 Буткан  — село в Удорском районе Республики Коми, административный центр и единственный населенный пункт в составе сельского поселения Буткан.

## География
Расположено на левобережье реки Мезень на расстоянии примерно в 13 км по прямой на юго-восток от районного центра села Кослан.

## История
Известно с 1586 году как деревня с 9 дворами, основана переселенцами с Выми. В 1608 в Буткане насчитывалось 11 дворов, а в 1646 — 20, в 1720 8. В 1873 в Буткане было 27 дворов и 175 человек, в 1918 57 и 352, в 1926 — 68 и 332. В 1963 в Буткане открыли птицефабрику (позднее переведённую в Кослан). В 1970 — 390 человек. Имеется часовня.

## Население
Постоянное население составляло 414 человек (русские 40 %, коми 50 %) в 2002 году, 918 в 2010.